# Église Saint-Joseph de Pale
Pour les articles homonymes, voir Église Saint-Joseph.
L'église Saint-Joseph est située en Bosnie-Herzégovine, sur le territoire de la ville de Pale et dans la municipalité de Pale. Elle a été construite en 1911 et est inscrite sur la liste des monuments nationaux de Bosnie-Herzégovine.